# Kilde (vand)
 "Kilde" omdirigeres hertil. For andre betydninger af Kilde, se Kilde (flertydig).
Et kildevæld eller kort kilde er et sted, hvor vandet naturligt løber fra grundvandet og ud af jordoverfladen. Der hvor kilden springer, kan der dannes et større eller mindre vandløb.
Mange kilders vand løber igennem klippe som kalksten eller andre klippemineraler, som kan opløses delvist af vand. Vand fra kilder kaldes kildevand og kildevand med mange mineraler kaldes mineralvand. Kildevand og mineralvand på flaske er i mange tilfælde grundvand, som i Danmark ofte markedsføres og sælges som "danskvand".
Kildevand er vand, som er tappet fra en kilde. I dag udnyttes det kommercielt og sælges på flaske. Der er forskellige slags kildevand, afhængigt af hvilket tapperi, der tapper vandet. Vandet sælges primært i supermarkeder, kiosker og på cafeer.
I de sidste par år er institutioner begyndt at få deres egen etiket på kildevandsflaskerne.